# Struttura ricettiva
Viene genericamente definita una struttura ricettiva qualunque tipo struttura che dia la possibilità ad un turista di trovare sistemazione per la notte con o senza la fornitura di assistenza e/o servizi.

## Tipi di strutture
A titolo esemplificativo un breve e certamente incompleto elenco di strutture ricettive: l'albergo, il villaggio turistico, il campeggio, la casa per vacanza, il bed and breakfast, il centro benessere, la guest house, il boat and breakfast.
Per attività ricettiva si intende l'attività diretta alla produzione di servizi per l'ospitalità esercitata nelle strutture ricettive.